# 부룬디의 경제
부룬디의 경제는 농업에 크게 의존하고 있으며, 2008년 GDP의 32.9%를 차지한다. 부룬디 자체는 육지로 둘러싸여 있고 자원이 부족한 나라이며 제조업 부문이 저개발되어 있다. 농업은 노동력의 70% 이상을 지원하고 있으며, 대부분이 생계형 농업인이다.
부룬디는 식량 생산에서 자급자족할 가능성이 있지만, 계속되는 시민 불안, 인구 과잉, 토양 침식은 근래에 25%의 경제 위축을 가져왔다. 내부적으로 추방된 많은 사람들은 그들 자신의 식량을 생산하지 못해 국제 인도주의적 원조에 크게 의존하고 있다. 부룬디는 순수 식품 수입국으로 1997년 기준 식품 수입의 17%를 차지하고 있다.

## 산업
농업 수출의 가공 외에는 거의 산업이 존재하지 않는다. 석유, 니켈, 구리 등 천연자원의 잠재적 부를 발굴하고 있지만 불확실한 안보 상황으로 인해 의미 있는 투자자들의 관심이 막혔다. 부룬디가 바다와 거리가 멀고 운송비가 비싸 산업 발전도 저해되고 있다. 탕가니카호는 여전히 중요한 무역 요충지로 남아있다. 1999년에 해제된 무역 금수 조치는 무역과 산업에 부정적인 영향을 미쳤다. 1993년 10월 이후 부룬디는 25만 명의 사망자와 80만 명의 난민을 초래한 민족을 기반으로 한 대규모 폭력사태로 고통 받고 있다. 식량, 의약품, 전기가 부족하게 남아 있다.
부룬디는 양국 및 다자간 원조에 크게 의존하고 있으며, 1997년에 총 12억 4,700만 달러의 대외 부채가 있었다. 1986년 7월 세계은행과 국제 통화 기금(IMF)과의 제휴로 시작된 일련의 5개년 계획은 외환제도 개혁, 수입 자유화, 국제거래 제한 축소, 수출 다양화, 커피산업 개혁을 시도했다.

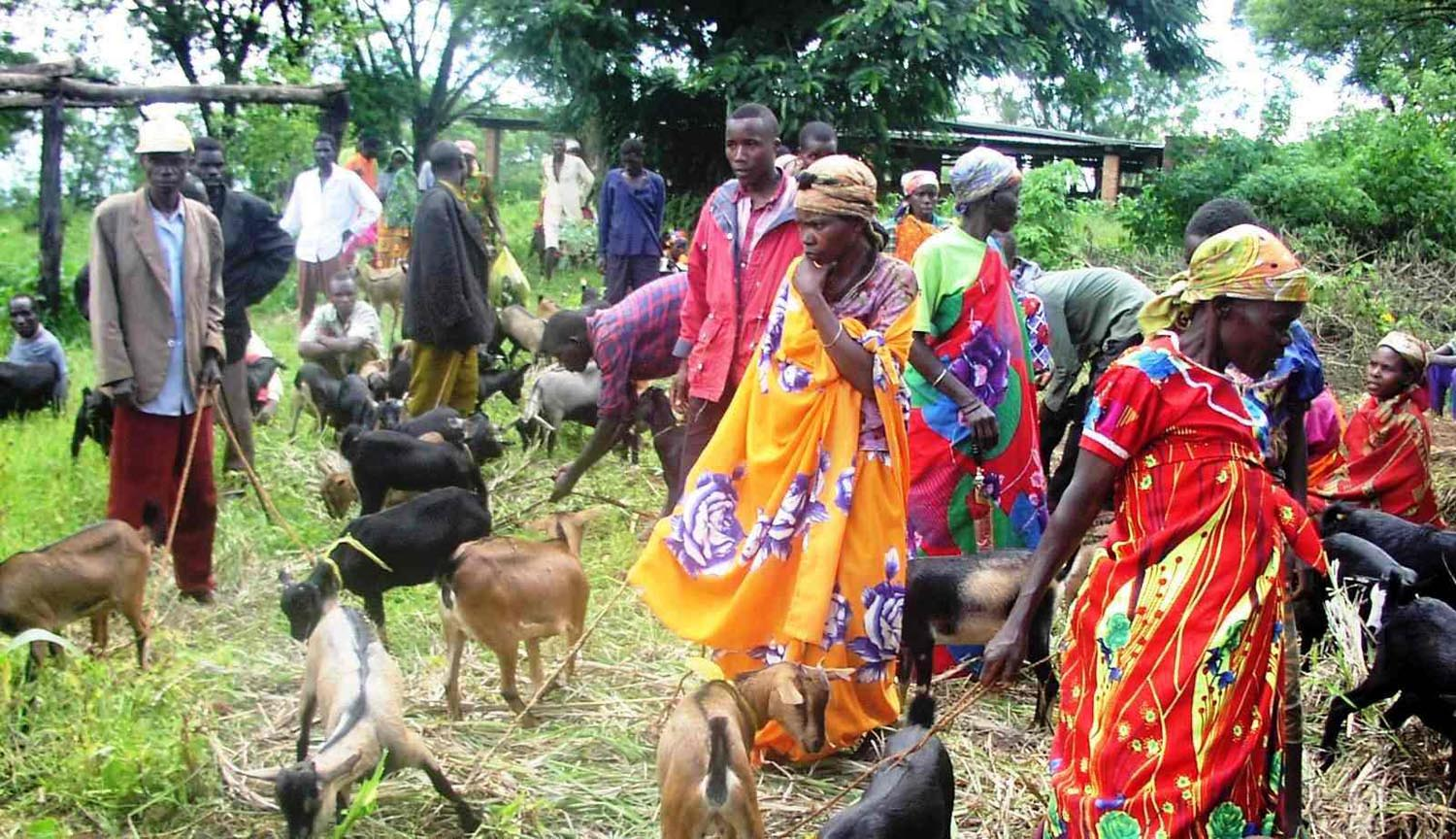
염소 사육은 시골에 사는 부룬디인들의 수입원으로 장려되어 왔다.

부룬디의 IMF 구조 조정 프로그램은 1993년 위기 발생 이후 중단되었다. 세계은행은 전통적인 작물의 생산성과 새로운 수출, 경공업, 산업 광업, 서비스의 도입을 포함한 잠재적인 성장을 위한 핵심 분야를 파악했다. 다른 심각한 문제들은 경제에 대한 국가의 역할, 정부의 투명성 문제, 그리고 부채 축소를 포함한다.
1996년 피에르 부요야 대통령의 쿠데타에 항의하기 위해 주변 국가들은 부룬디에 경제 금수 조치를 내렸다. 비록 금수조치가 유엔 안전보장이사회에 의해 공식적으로 비준된 적은 없지만, 대부분의 국가들은 부룬디와의 공식적인 무역을 자제했다. 쿠데타 이후 미국은 부룬디에 대한 인도적 지원을 제외한 모든 지원을 중단했다. 1999년 1월 23일, 부룬디 평화 과정을 통해 국가 화해를 진전시키는 정부의 진전에 기초하여 지역 금수 조치가 해제되었다.
《포린 폴리시》(FP)는 "The Blood Cries Out(피가 외친다)"는 제목의 기사에서 부룬디 인구 증가율이 연간 2.5%로 세계 평균 속도의 2배가 넘으며, 부룬디 여성 1명이 국제 출산율의 3배 가까이 되는 평균 6.3명의 자녀를 두고 있다고 보도했다. FP는 또한 "부룬디인의 대다수는 자급자족 농업에 의존하고 있지만, 인구 증가와 오랜 기간 동안 토지 소유를 통제하는 일관성 있는 정책의 부재로 인해, 많은 사람들이 간신히 생계를 유지할 수 있는 땅을 가지고 있다"고 보도했다. 2014년, 농장의 평균 크기는 약 1 에이커였다. FP는 "결과는 매우 희박하다. 2013년 세계 기아 지수에서 부룬디는 120개국 중 가장 극심한 기아와 영양실조율을 보였다."

## 같이 보기
- 유엔 아프리카 경제 위원회